# ورزش در آرژانتین

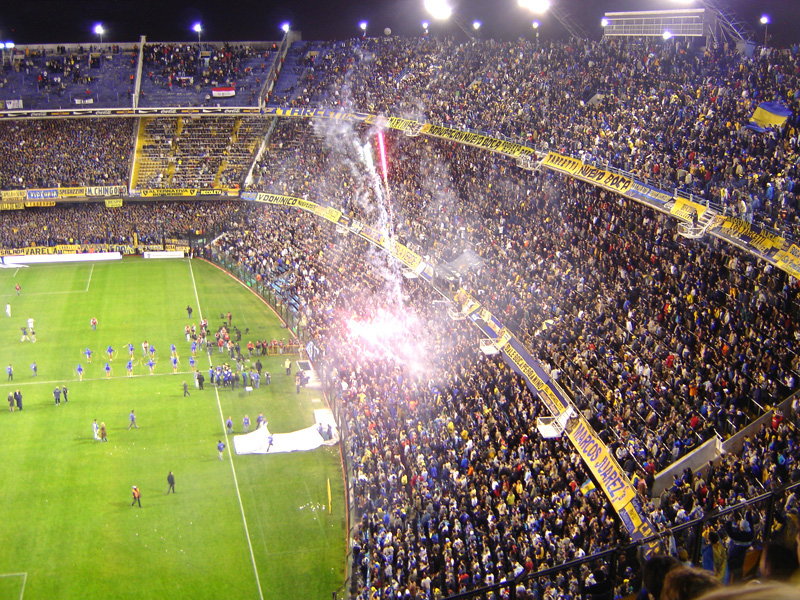
استادیوم باشگاه فوتبال بوکاجونیورز، تیمی که فعلاً دارای بیشترین عنوان قهرمانی بین‌المللی است.

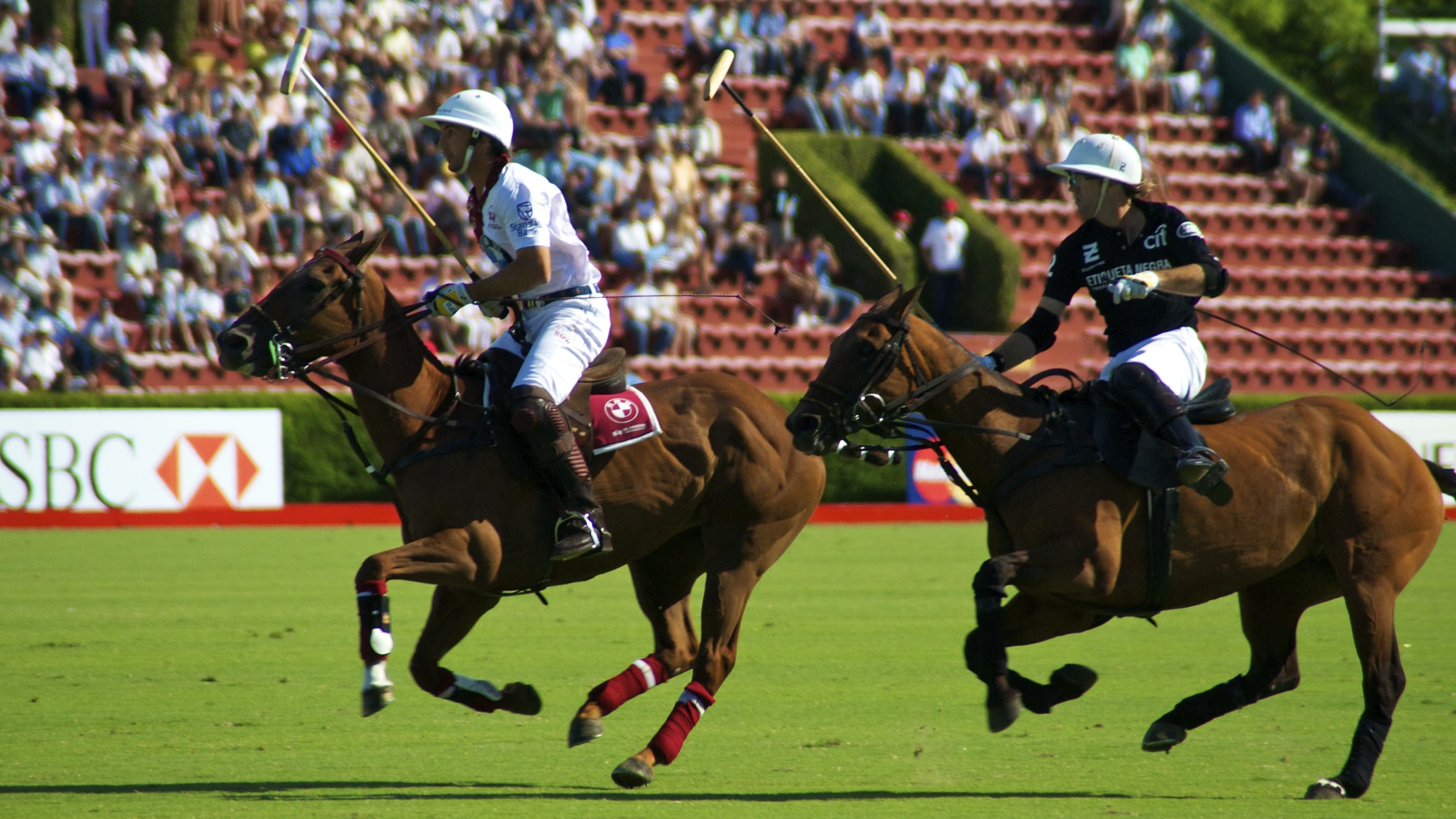
آرژانتین پولو مسابقات

آرژانتین یکی از قدرت‌های جهانی در ورزش‌های تیمی است. فوتبال رایج‌ترین ورزش آرژانتین می‌باشد، که تیم ملی فوتبال آرژانتین سه بار قهرمان جام جهانی فیفا و یک بار برنده مدال طلای المپیک (و نیز ۱۵ بار برنده جام کشورهای آمریکایی) شده‌است. هنوز ورزش ملی کشور پاتو است، (دربارهٔ «ورزش ملی»، این عنوان از سوی دولت به اجبار به آن داده شده، اما ورزش پاتو تنها توسط افسران سواره نظام ارتشی، پرورش دهندگان دام، و کمابیش توسط معدودی از مردم انجام می‌گیرد زیرا همچون چوگان، ورزش بسیار گران‌قیمتی است). این ورزش در یک دسته شش تایی با توپ سوار بر اسب انجام می‌شود. همچنین والیبال و بسکتبال نیز در این کشور رایج می‌باشند؛ و تعدادی از بسکتبالیست‌های این کشور در جام ان.بی. ای و لیگ‌های اروپایی بازی می‌کنند، و تیم ملی نیز مدال طلای المپیک را در بازی‌های المپیک آتن بنده شد.
آرژانتین همچنین یکی از تیم‌های رده بالای جهانی در  اتحادیه راگبی را دارد و ورزشی نمونه برای جوانان طبقه متوسط در کل کشور می‌باشد. (نگاه کنید به  لوس پوماس) علاوه بر این، بسیاری از راگبی بازان آرژانتینی، از سال ۱۹۹۹ در کشورهای فرانسه، ایتالیا، انگلستان، ایرلند و دیگر کشورهای اروپایی مطرح شده‌اند. تنیس آرژانتین در صحنه جهانی با وجود یک دوجین بازیگران مرد و زن فعال در مسابقه، بسیاری رقابتی است. دیگر ورزش‌های رایج شامل هاکی میدانی، (ورزش درجه یک زنان)، گلف، و قایقرانی است. آرژانتین تعدادی بازیکن رده بالای چوگان و یک تیم ملی دارد که از لحاظ تاریخی قوی‌ترین نوع در دنیا بوده‌اند. قهرمانی چوگان آزاد (در مکان باز) در بوینس آیرس مهم‌ترین نمونه از خود در کل جهان است، و ورزش‌های کریکت و بیسبال با محدودترین شکل خود همچون مسابقات گرید آیرون در این کشور انجام می‌شوند.

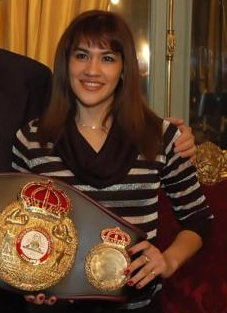
تیگرسا آکونا (Tigresa Acuña)، قهرمان بوکس زنان جهان

ورزش‌های موتوری نیز در آرژانتین به خوبی عرضه می‌شوند، ضمن آن مسابقات تورسمو کارترا و ۲۰۰۰ تی سی، معروف‌ترین نونه مسابقات اتومبیلرانی هستند. مردم سراسر کشور از این مسابقات لذت می‌برند، اما آن در شهرهای کوچک و نواحی روستایی آرژانتین طرفداران دوآتشه داشته که از لحاظ جمعیت مشتاق همچون مسابقات ناسکار در ایالات متحده می‌باشد. رالی آرژانتین بخشی از رالی قهرمانی جهان می‌باشد (فعلاً در استان کوردوبا برگزار می‌شود). در مسابقات فرمول-۱، کشور یک قهرمان جهانی (خوآن میگوئل فانجیو، با پنج بار قهرمانی)، و دو نفر نائب قهرمان (فرولان گونزالس و کارلوس روتمن، هر کدام یکبار) داشته‌است.
مشاهیر جهانی آرژانتینی در ورزش عبارت‌اند از دیگو مارادونا،لیونل مسی و قهرمان ۵ دوره مسابقات فرمول-۱ خوآن مانوئل فانجیو هستند. دیگر شخصیت‌های ورزشی این کشور عبارت‌اند از آلفردو دی استفانو، آمادیو کاریزو، و گابریل باتیستوتا در ورزش فوتبال (انگلیسی)؛ گولرمو ویلاس، گابرییلا ساباتینی، و دیوید نعلبندیان در تنیس؛ روبرتو دی ویسنزو و آنجل کابررادر گلف؛ مانو جینوبیلی و آندرس نیسیونی در بسکتبال؛ لوسیانا آیمار در هاکی میدانی؛ هوگو پورتا و آگوستین پیشوت، خوآن هرناندز، فلیپه کنته پومی، ماریو لدسما و دیگر بازیکنان معروف بین‌المللی در آتحادیه راگبی، بوکسبازان، پاسکوال پرز و کارلوس مونزیون؛ خانواده‌های هوگوی و نوویلو آسترادا از بازیکنان چوگان، و افراد دیگر از آن جمله می‌باشند.